# Estoril 6-timmars

Autódromo do Estoril.

Estoril 6-timmars är en långdistanstävling för sportvagnar som körs på Autódromo do Estoril i portugisiska Estoril.

## Historia
Det första internationella sportvagnsloppet i Estoril kördes 1977 som en deltävling i sportvagns-VM. Efter denna enda tävling dröjde det till början av 2000-talet innan några internationella tävlingar åter kördes i Estoril.
2011 återkom loppet som en deltävling i Le Mans Series.

## Vinnare
| År        | Förare                                                    | Bil                  | Distans        | Mästerskap                 |                |
| --------- | --------------------------------------------------------- | -------------------- | -------------- | -------------------------- | -------------- |
| 1977      | Arturo Merzario                                           | Alfa Romeo T33/SC/12 | 2,5 timmar     | Sportvagns-VM (WSC)        |                |
| 1978-2000 | Inga tävlingar                                            | Inga tävlingar       | Inga tävlingar | Inga tävlingar             | Inga tävlingar |
| 2001      | Jean-Christophe Boullion Laurent Redon Boris Derichebourg | Courage C60-Peugeot  | 1000 km        | European Le Mans Series    |                |
| 2002      | Olivier Beretta Nicolas Minassian                         | Dallara LMP-Judd     | 2,5 timmar     | FIA Sportscar Championship |                |
| 2003      | Jean-Christophe Boullion Stéphane Sarrazin                | Courage C60-Peugeot  | 2,5 timmar     | FIA Sportscar Championship |                |
| 2004-2010 | Inga tävlingar                                            | Inga tävlingar       | Inga tävlingar | Inga tävlingar             | Inga tävlingar |
| 2011      | Emmanuel Collard Julien Jousse                            | Pescarolo 01-Judd    | 6 timmar       | Le Mans Series             |                |
| 2012-2013 | Inga tävlingar                                            | Inga tävlingar       | Inga tävlingar | Inga tävlingar             | Inga tävlingar |
| 2014      | Vincent Capillaire Jimmy Eriksson                         | Oreca 03-Nissan      | 4 timmar       | Le Mans Series             |                |
| 2015      | Pierre Thiriet Ludovic Badey Nicolas Lapierre             | Oreca 05-Nissan      | 4 timmar       | Le Mans Series             |                |
| 2016      | Simon Dolan Giedo van der Garde Harry Tincknell           | Gibson 015S- Nissan  | 4 timmar       | Le Mans Series             |                |